# Selma Bedja
Selma Bedja, née le 28 mars 1993, est une karatéka algérienne pratiquant le kata,.

## Palmarès
| Année | Compétition                                            | Lieu        | Résultat | Catégorie        |
| ----- | ------------------------------------------------------ | ----------- | -------- | ---------------- |
| 2009  | 6e Championnats d'Afrique cadets et juniors            | Alger       | 1re      | Kata par équipes |
| 2009  | Championnats du monde de karaté juniors et cadets 2009 | Rabat       | 1re      | Kata par équipes |
| 2010  | Championnats d'Afrique                                 | Le Cap      | 2e       | Kata par équipes |
| 2010  | 19e Championnats méditerranéens de karaté              | Izmir       | 3e       | Kata par équipes |
| 2011  | Jeux africains                                         | Maputo      | 1re      | Kata par équipes |
| 2011  | Jeux panarabes                                         | Doha        | 2e       | Kata par équipes |
| 2012  | Championnats du monde universitaires 2012              | Bratislava  | 2e       | Kata par équipes |
| 2013  | Jeux de la solidarité islamique                        | Palembang   | 2e       | Kata par équipes |
| 2015  | Jeux africains                                         | Brazzaville | 1re      | Kata par équipes |
| 2017  | Championnats d'Afrique                                 | Yaoundé     | 1re      | Kata par équipes |